# 横田拓己
横田 拓己（よこた たくみ）は、日本の男性アニメーター、キャラクターデザイナー。ufotable出身。AICを経て、フリーランス。

## 概要
大学在学中の就活時期に押井守監督の『機動警察パトレイバー』にハマり押井のインタビューを見たところ、演出の仕事を知る。そこから演出になる方法を調べ制作進行からスタートするルートを知った。
『機動警察パトレイバー』を見て演出家を志し、大学法学部を卒業後、演出家を目指しufotableへ制作進行として入社。その後、AICへ拠点を移す際に作画へ転向した。作画へ転向した理由は、ufotableのアニメーターの描く原画に刺激を受けたことや同社の演出家に「絵が好きならアニメーターになってもいいのでは」と言われたことが影響している。
2007年に放送された『東京魔人學園剣風帖 龍龍』の動画で初めてアニメーターとしての仕事を務めた。AIC時代の師匠として牧野竜一を挙げている。その後も2008年に放送された『喰霊-零-』で初の原画を、2011年に放送された『R-15』で初の作画監督を務め、2013年に放送された『プピポー!』では初のキャラクターデザインを手掛けた。

## 参加作品

### テレビアニメ
2006年
- コヨーテ ラグタイムショー（制作進行）

2007年
- BAMBOO BLADE（動画）
- ご愁傷さま二ノ宮くん（動画）
- ああっ女神さまっ 闘う翼（動画）

2008年
- もえがく★5（動画）
- S・A〜スペシャル・エー〜（動画）
- To LOVEる -とらぶる-（動画）
- 鉄腕バーディー DECODE（動画）
- ストライクウィッチーズ（動画）
- 喰霊-零-（原画）

2009年
- 鋼殻のレギオス（原画）
- VIPER'S CREED（原画）
- みなみけ おかえり（原画）
- PandoraHearts（原画）
- にゃんこい!（第二原画）
- WHITE ALBUM（原画）
- そらのおとしもの（第二原画）
- ささめきこと（原画・第二原画）
- キディ・ガーランド（原画）

2010年
- おまもりひまり（OP原画）
- おおかみかくし（原画）
- ちゅーぶら!!（OP原画）
- 薄桜鬼（原画）
- kiss×sis（原画）
- 伝説の勇者の伝説（原画）
- ストライクウィッチーズ2（原画・第二原画・作画監督補佐）
- 侵略!イカ娘（原画）
- FORTUNE ARTERIAL 赤い約束（原画）
- そらのおとしものf（作画監督補佐）
- 薄桜鬼 碧血録（原画）

2011年
- お兄ちゃんのことなんかぜんぜん好きじゃないんだからねっ!!（原画・作画監督補佐）
- ドラゴンクライシス!（原画）
- 放浪息子（原画・第二原画）
- ひぐらしのなく頃に煌（OP原画）
- R-15（原画・第二原画・作画監督・総作画監督補佐）
- いつか天魔の黒ウサギ（OP原画）
- 侵略!?イカ娘（作画監督）
- 僕は友達が少ない（第二原画）
- Persona4 the ANIMATION（OP原画）
- マケン姫っ!（作画監督・作画監督補）

2012年
- FAIRY TAIL（原画）
- 謎の彼女X（第二原画）
- えびてん 公立海老栖川高校天悶部（小物設定・原画・作画監督）
- マジでオタクなイングリッシュ!りぼんちゃん 〜英語で戦う魔法少女〜（絵コンテ・演出・原画・作画監督）

2013年
- マジでオタクなイングリッシュ!りぼんちゃん the TV（原画）
- 琴浦さん（原画）
- 生徒会の一存 Lv.2（原画・第二原画・作画監督）
- ささみさん@がんばらない（OP原画）
- 幻影ヲ駆ケル太陽（原画・作画監督）
- ローゼンメイデン（OP原画）
- プピポー!（キャラクターデザイン・原画・作画監督）

2014年
- 花物語（原画・作画監督）

2015年
- 幸腹グラフィティ（総作画監督・原画・作画監督）
- ニセコイ:（原画・作画監督）
- のんのんびより りぴーと（OP原画）

2016年
- ハイスクール・フリート（OP原画）
- 田中くんはいつもけだるげ（OP原画）
- はんだくん（OP原画）
- 3月のライオン（原画・作画監督）

2017年
- 3月のライオン（第2シリーズ、OP原画）

2018年
- 三ツ星カラーズ（キャラクターデザイン・総作画監督・作画監督・原画）
- ヤマノススメ サードシーズン（作画監督・第二原画）
- 続・終物語（原画）
- ソラとウミのアイダ（OP原画）
- うちのメイドがウザすぎる!（OP原画）

2019年
- 世話やきキツネの仙狐さん（OP原画）

2020年
- 波よ聞いてくれ（キャラクターデザイン）
- ラブライブ!虹ヶ咲学園スクールアイドル同好会（キャラクターデザイン・総作画監督・ダンスパート作画監督・作画監督）
- 戦翼のシグルドリーヴァ（キャラクターデザイン・総作画監督・作画監督・原画）

2021年
- ゾンビランドサガ リベンジ（ゲストキャラクターデザイン・アイキャッチ・原画）
- ラブライブ!スーパースター!!（原画）

2022年
- デリシャスパーティ♡プリキュア（OP原画）
- ラブライブ!虹ヶ咲学園スクールアイドル同好会（第2期、キャラクターデザイン・総作画監督）
- 彼女、お借りします（第2期、OP原画）
- ぼっち・ざ・ろっく!（OP原画）

2025年
- ツインズひなひま（キャラクターデザイン）

### 劇場アニメ
2010年
- 魔法少女リリカルなのは The MOVIE 1st（原画）

2011年
- 劇場版 そらのおとしもの 時計じかけの哀女神（原画・作画監督協力）

2012年
- ストライクウィッチーズ 劇場版（原画・作画監督）
- 劇場版 FAIRY TAIL 鳳凰の巫女（原画）

2013年
- 劇場版 STEINS;GATE 負荷領域のデジャヴ（原画協力）

2014年
- ポケモン・ザ・ムービーXY 破壊の繭とディアンシー（原画）

2016年
- 傷物語（原画、作画監督補佐・原画）

2024年
- 映画 ラブライブ!虹ヶ咲学園スクールアイドル同好会 完結編（キャラクターデザイン）

### OVA
2009年
- ひぐらしのなく頃に礼（原画）
- 異世界の聖機師物語（原画）

2013年
- ひぐらしのなく頃に拡〜アウトブレイク〜（原画）

2015年
- ニセコイ（OVA2、原画）

2018年
- あさがおと加瀬さん。（作画監督補佐）

2023年
- ラブライブ!虹ヶ咲学園スクールアイドル同好会 NEXT SKY（キャラクターデザイン）